# راجر میسون
راجر میسون (به انگلیسی: Roger Philip Mason Jr) متولد ۱۹۸۰ بازیکن حرفه‌ای ان بی ای بود. او از دانشگاه ویرجینیا حرفه خود را آغاز کرد و سپس در ان بی ای برای تیم های واشینگتن ویزاردز و سن آنتونیو اسپرز و نیویورک نیکز توپ زد. او نهایتاً عضو باشگاه میامی هیت گردیده و با آنان در سال ۲۰۱۳ به قهرمانی رسید. او اکنون بازنشسته است.